# 2018년 아시안 게임 남북 단일 선수단
2018년 아시안 게임 남북 단일 선수단은 인도네시아 자카르타와 팔렘방에서 열리는 제18회 아시안 게임에 참가한 사상 첫 남북 단일 선수단이다. 대한민국과 조선민주주의인민공화국 출신 선수가 공동 팀으로 출전하는 것으로, 코리아 (Korea)라는 이름을 달고 경기에 나서게 된다.
국제 종합스포츠 대회에서 남북이 공동으로 단일팀을 이루어 출전하는 것은 2018년 평창 동계 올림픽 이후 두 번째이며, 아시안 게임에서의 남북 단일팀은 이번이 처음이다. 단 대회 개막식에서 남북이 한반도기를 내세워 공동으로 입장한 사례는 2002년부터 존재했다. 남북은 대회 개막식에서 공동 입장을 선보일 예정이다.
이번 대회에서 남북 단일팀이 출전하는 종목은 총 세 종목으로, 조정, 카누, 농구에 해당된다. 세부종목은 여섯 종목에 달한다. 선수 규모는 남측 36명, 북측 34명으로 총 70명이 출전할 계획이다. 이는 평창 동계올림픽에서의 1개 종목 선수 35명보다 늘어난 규모다.

## 농구

### 여자
| 순위 | 팀            | 경기수 | 승 | 패 | 득점 | 실점 | 득실차 | 승점 | 결과     |
| ---- | ------------- | ------ | -- | -- | ---- | ---- | ------ | ---- | -------- |
| 1    | 중화 타이베이 | 4      | 4  | 0  | 358  | 239  | +119   | 8    | 8강 진출 |
| 2    | 코리아        | 4      | 3  | 1  | 382  | 238  | +144   | 7    | 8강 진출 |
| 3    | 카자흐스탄    | 4      | 2  | 2  | 263  | 291  | -28    | 6    | 8강 진출 |
| 4    | 인도네시아    | 4      | 1  | 3  | 233  | 374  | -141   | 5    | 8강 진출 |
| 5    | 인도          | 4      | 0  | 4  | 242  | 336  | -94    | 4    | 5-8위전  |

|  | 8강전                   | 8강전                   |                    |     | 준결승전 | 준결승전 |  |  | 결승전 | 결승전 |
|  |                         |                         |                    |     |          |          |  |  |        |        |
|  | 8월 26일 오전 10시      |                         |                    |     |          |          |  |  |        |        |
|  |                         |                         |                    |     |          |          |  |  |        |        |
|  | 중화 타이베이           | 76                      |                    |     |          |          |  |  |        |        |
|  | 중화 타이베이           | 76                      | 8월 30일 오전 10시 |     |          |          |  |  |        |        |
|  | 몽골                    | 59                      |                    |     |          |          |  |  |        |        |
|  | 몽골                    | 59                      | 중화 타이베이      | 66  |          |          |  |  |        |        |
|  | 8월 26일 오후 12시 30분 |                         | 중화 타이베이      | 66  |          |          |  |  |        |        |
|  |                         | 코리아                  | 89                 |     |          |          |  |  |        |        |
|  | 코리아                  | 코리아                  | 89                 | 106 |          |          |  |  |        |        |
|  | 코리아                  |                         | 9월 1일 오후 6시   | 106 |          |          |  |  |        |        |
|  | 태국                    | 63                      |                    |     |          |          |  |  |        |        |
|  | 태국                    | 63                      | 코리아             | 65  |          |          |  |  |        |        |
|  | 8월 26일 오후 4시       |                         | 코리아             | 65  |          |          |  |  |        |        |
|  |                         | 중화인민공화국          | 71                 |     |          |          |  |  |        |        |
|  | 일본                    | 중화인민공화국          | 71                 | 104 |          |          |  |  |        |        |
|  | 일본                    | 8월 30일 오후 12시 30분 |                    | 104 |          |          |  |  |        |        |
|  | 카자흐스탄              | 57                      |                    |     |          |          |  |  |        |        |
|  | 카자흐스탄              | 57                      | 일본               | 74  |          |          |  |  |        |        |
|  | 8월 26일 오후 6시 30분  |                         | 일본               | 74  |          |          |  |  |        |        |
|  |                         | 중화인민공화국          | 86                 |     | 동메달전 | 동메달전 |  |  |        |        |
|  | 중화인민공화국          | 중화인민공화국          | 86                 | 141 | 동메달전 | 동메달전 |  |  |        |        |
|  | 중화인민공화국          |                         | 9월 1일 오후 1시   | 141 |          |          |  |  |        |        |
|  | 인도네시아              | 37                      |                    |     |          |          |  |  |        |        |
|  | 인도네시아              | 37                      | 중화 타이베이      | 63  |          |          |  |  |        |        |
|  |                         |                         |                    |     |          |          |  |  |        |        |
|  | 일본                    | 76                      |                    |     |          |          |  |  |        |        |
|  | 일본                    | 76                      |                    |     |          |          |  |  |        |        |

## 카누

### 용선
8월 25일, 남북 단일팀은 여자 용선 200m(TBR-12 200m) 결승에서 56초 851의 기록으로 동메달을 기록하였다. 이는 국제 종합대회에 출전한 남북 단일팀이 최초로 획득한 메달이다.
8월 26일, 남북 단일팀은 여자 용선 500ｍ(TBR-12 500m) 결승에서 2분 24초 788의 기록으로 우승, 금메달을 획득하였다. 이 금메달은 남북 단일팀이 국제 종합대회에 출전하여 획득한 첫 금메달로 기록되었다.